# World Movement for Democracy
World Movement for Democracy is een netwerk van organisaties die samen streven naar democratie.
Het netwerk wil democratie versterken waar het zwak is en verbeteren waar democratie al langer is ingevoerd. Het ondersteunt groepen die zich inzetten voor democratie in landen, waar er nog geen sprake is van een democratisch proces.
Het netwerk werd opgezet in 1999 door de Amerikaanse National Endowment for Democracy en twee Indiase niet-gouvernementele organisaties. Het Nederlandse lid van het netwerk is het Nederlands Instituut voor Meerpartijendemocratie